# Comitè Europeu per a la prevenció de la tortura
El Comitè Europeu per a la prevenció de la tortura i de les penes o tractes inhumans o degradants (antigament anomenat Comitè per a la prevenció de la tortura, abreujat CPT) és un òrgan del Consell d'Europa (CE), que el seu objectiu és la prevenció dels casos de tortura i altres tractes inhumans o degradant al territori dels Estats signataris de la Convenció europea per a la prevenció de la tortura i de les penes o tractes inhumans o degradants que va entrar en vigor en 1987 i va ser ratificada pels 47 països membres del CE. Tot estat no membre del CE pot ser convidat a signar-la pel Consell de Ministres del CE.

## El mandat del CPT
El primer article de la convenció defineix el mandat de la CPT: «Ha estat instituïda pel Comitè Europeu per a la prevenció de la tortura i de les penes i tractes inhumans o degradants. Per mitjà de visites, el Comitè examina el tracte a les persones privades de la llibertat amb la intenció de reforçar, en el cas necessari, la seva protecció contra la tortura i les penes o tractes inhumans o degradants.» La prioritat del CPT és, llavors, prevenir la tortura i els altres tractes inhumans o degradants.

## El mètode de treball del CPT
Per aconseguir el seu propòsit, el CPT visita els llocs de detenció (aquests poden ser presons, estacions de policia, hospitals psiquiàtrics o fins i tot centres de reeducació de menors, per exemple) amb la finalitat d'avaluar el tracte reservat als detinguts. Aquestes visites s'efectuen per equips de, almenys, dos delegats del CPT que no són escollits pel país visitat. També poden unir-se als membres del CPT altres experts professionals (metges, enginyers, intèrprets, etc.) per compondre la delegació en funció de les necessitats.
Les visites són anunciades (sense precisar la data) a l'Estat respectiu, el mateix que no pot rebutjar-les més que per raons de força major (problemes greus, defensa nacional, seguretat pública o investigació penal urgent). Però, fins i tot en aquest cas, l'Estat visitat ha de prendre totes les disposicions perquè la visita prevista pugui desenvolupar-se al més ràpidament possible. La Convenció atorga als membres del CPT el dret de visitar tots els llocs de detenció dels països que hagin signat la convenció, podent circular lliurement a l'interior d'aquests recintes. En el curs de la visita, els delegats es reuneixen amb les persones privades de la seva llibertat sense que testimonis (com, per exemple, guàrdies) assisteixin a la conversa. El CPT pot igualment escollir amb quines persones desitja entrar en contacte per fer-se una bona idea de la situació. Al final de cada visita, el CPT remitent a l'Estat respectiu un informe que conté les constatacions de la delegació visitant. Aquest informe és confidencial i permet entaular un diàleg amb les autoritats responsables sobre els punts que conté.